# Marta Roure i Besolí
Marta Roure i Besolí (født 16. januar 1981) er en andorransk sanger. Hun repræsenterede Andorra ved Eurovision Song Contest 2004, hvor hun nåede en placering som nummer 18 i semifinalen. Det var første gang Andorra deltog i konkurrencen.